# Хамед, Дидар
Дидар Хамед Хасан (арабский: ديدار حامد حسن) (родился 2 февраля 1985 года в Ираке) — иракский футболист (курд), который играет за Захо (футбольный клуб) и сборную Ирака.

## Сборная

### Ирак
Первый международный матч против Иордании в товарищеском матче 24 января 2008 года. Он был в основе Ирака в Кубке Короля 2007.

### Курдистан
В 2008 Дидар принял участие в VIVA World Cup 2008 в составе Иракского Курдистана. Он пропустил 7 мячей в 5 матчах и не смог вывести свою команду к призовым местам, в итоге они заняли 4 место. Сделав выводы в 2009 и 2010 Дидар вместе со сборной останавливается в шаге от чемпионства и берет серебро. В 2012 году Курдистан выиграл Кубок мира VIVA впервые в своей истории, победив Северный Кипр 2-1, а в Палестине на Al Nakba Cup 2012 берет Бронзу.

## Достижения
- VIVA World Cup : 2012
- VIVA World Cup : 2009, 2010
- Al Nakba Cup : 2012